# Baishan

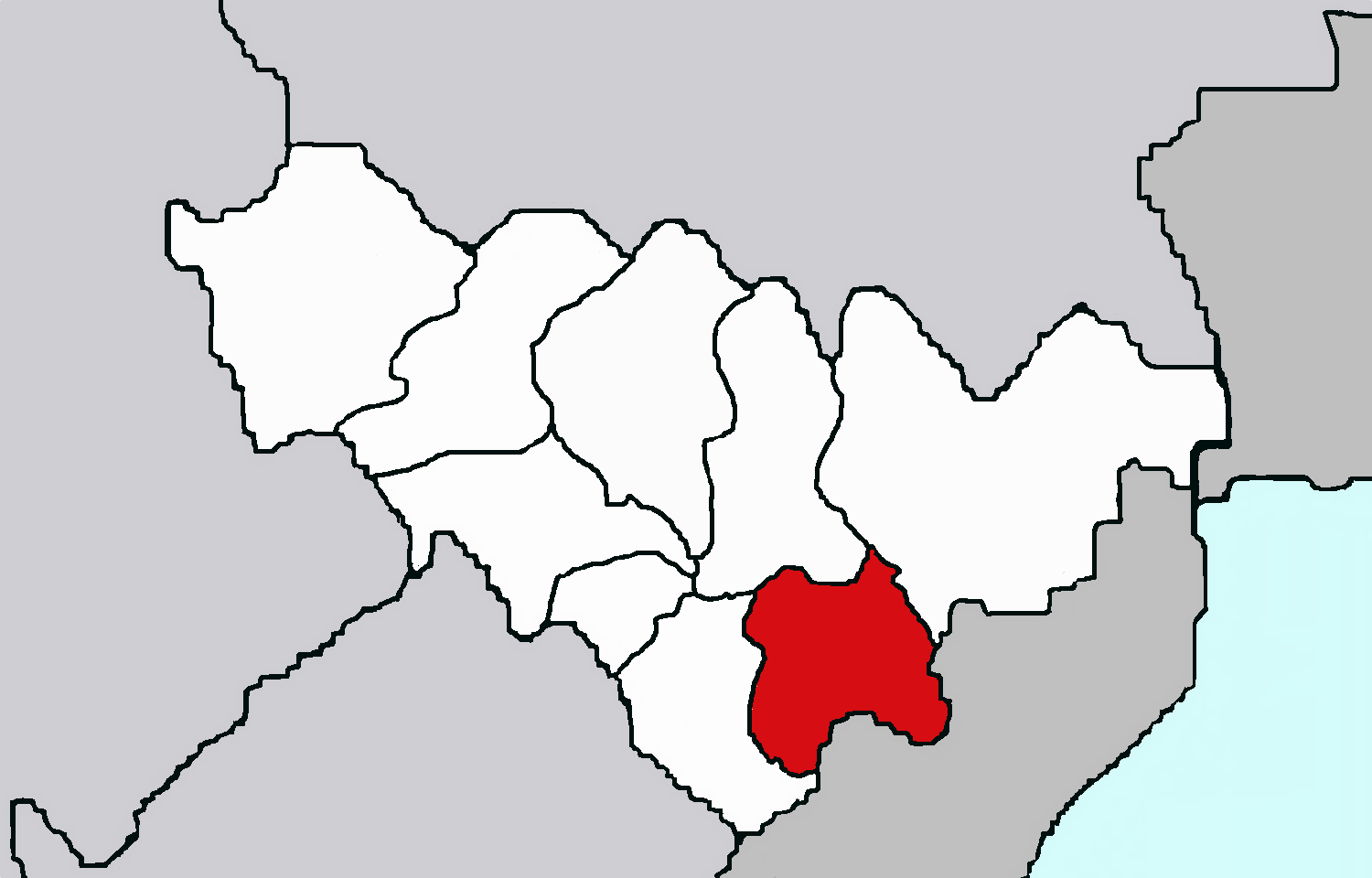
Lage Baishans in Jilin

Baishan (chinesisch 白山市 / 白山市, Pinyin Báishān Shì, auch Badaojiang, Hun-chiang, Hun-chiang-shih oder Hunjian) ist eine bezirksfreie Stadt im Südosten der chinesischen Provinz Jilin. Baishan hat eine Fläche von 17.474 km² und 972.248 Einwohner (Stand: Zensus 2020). In dem eigentlichen städtischen Siedlungsgebiet leben 503.287 Menschen (Stand: Zensus 2010).
Im Osten grenzt Baishan an den Autonomen Bezirk Yanbian der Koreaner, im Westen an die Stadt Tonghua, im Norden an die Stadt Jilin und im Süden an die Demokratische Volksrepublik Korea. Hier bildet der Mittellauf des Yalu die Staatsgrenze.

## Administrative Gliederung
Auf Kreisebene setzt sich Baishan aus zwei Stadtbezirken, zwei Kreisen, einem Autonomen Kreis und einer kreisfreien Stadt zusammen. Diese sind (Stand: Zensus 2010):
- Stadtbezirk Hunjiang (浑江区), 1.381 km², 364.723 Einwohner, Zentrum, Sitz der Stadtregierung;
- Stadtbezirk Jiangyuan (江源区), 1.346 km², 254.293 Einwohner;
- Kreis Fusong (抚松县), 6.153 km², 297.960 Einwohner, Hauptort: Großgemeinde Fusong (抚松镇);
- Kreis Jingyu (靖宇县), 3.081 km², 131.631 Einwohner, Hauptort: Großgemeinde Jingyu (靖宇镇);
- Autonomer Kreis Changbai der Koreaner (长白朝鲜族自治县), 2.496 km², 72.550 Einwohner, Hauptort: Großgemeinde Changbai (长白镇);
- Stadt Linjiang (临江市), 3.016 km², 174.970 Einwohner.

## Persönlichkeiten
- Ji Xiaoou (* 1980), Freestyle-Skierin